# 阿部竜一 (声優)
阿部 竜一（あべ りゅういち、1975年6月21日 - ）は、日本の声優、俳優。東京都出身。ネクシード所属。

## 経歴
専修大学商学部商業学科卒業。映像テクノアカデミア出身。
以前はスターダス・21に所属していた。
趣味は競馬、格闘技観戦。

## 出演

### テレビドラマ
- 多摩湖畔殺人事件（2012年、フジテレビ）
- 怪盗 山猫（2016年、日本テレビ）

### 映画
- 京に来たばかり（2012年）

### テレビアニメ
- 将国のアルタイル（2017年、イルデブラント、観衆A、警士、エルル山岳兵、通行人A、将軍C、商人、衛兵、市民）
- メガロボクス （2018年、客、観客、警備員）
- DOUBLE DECKER! ダグ&キリル（2018年、男A）
- 剣王朝（2018年）

### 劇場アニメ
- 夜は短し歩けよ乙女（2017年、閨房調査団）

### 吹き替え

#### 映画（吹き替え）
- アントマン&ワスプ:クアントマニア（男性警官）
- コンカッション（エリオット・ペルマン医師〈ポール・ライザー〉）
- ジュラシック・ワールド ※日本テレビ版
- DCエクステンデッド・ユニバース
  - ワンダーウーマン（独軍兵士2）
  - ジャスティス・リーグ（テロリスト2）
  - ワンダーウーマン1984（管制官男）
  - ブラックアダム
  - ザ・フラッシュ（父親）
- TENET テネット（スワット3）
- TALK TO ME トーク・トゥ・ミー
- トランスフォーマー/最後の騎士王（ランスロット〈マーティン・マクレディ〉）
- トレイン・ミッション（車掌サム〈コリン・マクファーレン〉）
- バンブルビー（ラチェット）
- ビーキーパー（アンサローネ〈エンゾ・シレンティ〉[4]）
- 非常宣言（パク・テス〈パク・ヘジュン〉）
- ファンタスティック・ビーストと魔法使いの旅（男性カメラマン）
- フォールガイ[5]
- フライト・リスク（ハッサン[6]）
- ブラック・サイト 危険区域※テレビ東京版
- ホース・ソルジャー
- マイル22（アクセル〈サム・メディナ〉）
- ミッション:インポッシブル/デッドレコニング PART ONE（ソナー1）
  - ミッション:インポッシブル/ファイナル・レコニング[7]
- LAMB/ラム

#### ドラマ
- インヒューマンズ
- カサンドラ（ホルスト〈フランツ・ハルトヴィッヒ〉）
- シェイズ・オブ・ブルー ブルックリン
- スタン・リーのラッキーマン（ダーレン・ボイド〈スティーブ・オーウェル〉）
- HAWAII FIVE-0
- マイ・ブロック
- Major Crimes 〜重大犯罪課
- ロング・ブライト・リバー

#### アニメ
- ねこのガーフィールド[8]
- マイルズのトゥモローランドだいさくせん

### ナレーション
- THE BIBLE　(ヒストリーチャンネル)
- Brothers In War　(ナショナルジオグラフィック)
- ONE PIECE　ロゴコレクション　CMナレーション
- 巌流島 世界武術王決定戦2019　OP&選手紹介ナレーション
- 映画「CRUSH」予告ナレーション
- ライジングゼファー×ホークスコラボナレーション
- フェアリーテイルCMナレーション
- スポーツの力　ウィルチェアーラグビーナレーション
- 「フェス松さん」ブルーレイ発売TVCMナレーション
- 週間格闘JAM(CS GAORA)
- ミステリーファイル「東京地下都市探検」(CS)
- キーコーヒーCMナレーション

### ボイスオーバー
- エジソンの卵
- クジラたちの深海への旅
- 山男
- ビッグフィッシュ〜釣った魚を売り飛ばせ!
- ラストチャンスU
- The Keepers

### 舞台
- 「草原の2重奏」
- 心日庵本公演「日食とひまわり」
- 心日庵公演「天空の花」